# Wilhelm Overhoff
Wilhelm Ferdinand Overhoff (* 25. August 1912 in Dessau; † 29. Oktober 1990 in Bremen) war ein deutscher Nationalsozialist, Lagerarzt und ab 1955 Augenarzt in Bremen.

## Leben
Overhoff wurde als Sohn des Regierungsbaumeisters Theodor Peter Wilhelm Overhoff (1880–1963) und dessen Ehefrau Elfriede Olga Ludewig in Dessau geboren.

### Ausbildung
Er besuchte ab 1922 das Dessauer Friedrichs-Gymnasium. Nach dem Abitur 1931 studierte er Medizin an der Universität in Königsberg, wechselte nach zwei Semestern an die Universität Halle (Saale). Er unterbrach dann das Studium bis Januar 1934, um in der Hitlerjugend aktiv tätig zu werden. 1934 leistete er auch seinen Reichsarbeitsdienst ab und besuchte einen Lehrgang auf einer SA-Sportschule. Das medizinische Staatsexamen bestand er am 11. Mai 1937 mit „gut“ und wurde in Leipzig mit einer medizinhistorischen Arbeit über den schottischen Lithotomie-Chirurgen John Douglas promoviert.

### Eintritt in die SS, in die SS-Totenkopfverbände und in die NSDAP
Am 9. Juli 1937 begann er sein praktisches Jahr im Kreiskrankenhaus in Oranienburg. Die Bewerbung um Aufnahme in die SS-Totenkopfverbände ist zeitlich nicht festgehalten, fest steht aber, dass er bereits zum 1. Februar 1938 als SS-Standartenoberjunker eingestellt wurde. Er wurde der 2. Sanitätsstaffel SS-TV „Brandenburg“ zugewiesen. Zum Abschluss seines Praktikantenjahres wurde er zunächst an das Kreiskrankenhaus Oranienburg und abschließend für zwei Monate an das Röntgen-Institut des Rudolf-Virchow-Krankenhauses in Berlin abkommandiert. Die Approbation als Arzt wurde ihm am 9. Juli 1938 erteilt.
Er wurde am 1. November 1933 Mitglied der Allgemeinen SS (SS-Nummer 210.780). Wie bereits in der HJ engagierte er sich auch hier und war in Leipzig zeitweise Sturmpressewart/Pressereferent. „Bis zu seinem Eintritt in die SS-TV erreichte er in der Allgemeinen SS den Dienstgrad eines SS-Rottenführers, in der Waffen-SS bis Kriegsende den eines SS-Sturmbannführers. Am 25. Oktober 1937 beantragte Overhoff die Aufnahme in die NSDAP und wurde rückwirkend zum 1. Mai desselben Jahres aufgenommen (Mitgliedsnummer 5.472.825), daneben gehörte er seit dem Juni 1939 auch der NSV (Nr. 13.619.235) an.“

### SS-Arzt im Konzentrationslager und als Truppenarzt
Obwohl Overhoff noch nicht bestallt war, nahm die SS-Sanitätsführung seine Bewerbung aufgrund des bestehenden Ärztemangels an. Nach dem Einsatz als Lagerarzt im KZ Sachsenhausen ab 1938 und auf jeden Fall bis Ende Juli 1939 – „belegt durch einen von Overhoff am 20. Juli 1939 unterzeichneten ärztlichen Bericht über die erfolgte Zwangssterilisation des Häftlings Oskar A. wegen angeborenen Schwachsinns“. Overhoff wurde am 11. September 1938 zum SS-Untersturmführer und ein knappes Jahr später am 25. August 1939 zum SS-Obersturmführer befördert, was auf Zufriedenheit der SS-Sanitätsführung mit seinen Leistungen und seiner Entwicklung als SS-Arzt schließen lässt.
Mit dem deutschen Überfall auf Polen im September 1939 wurde er als Truppenarzt an der West- und später an der Ostfront eingesetzt. Nach der Genesung von einer Verwundung kam er zum 16. Januar 1942 in das SS-Lazarett Berlin, wo er in der chirurgischen Abteilung eingesetzt wurde. Nun bereits als SS-Sturmbannführer nahm Overhoff als Führer der 1. Sanitätskompanie ab April 1944 am Russlandfeldzug sowie ab Juni 1944 an der Abwehrschlacht in der Normandie teil. Bei Kriegsende kam er als Führer der Krankentransportabteilung nach Bayern. „Er selber soll dann für einige Monate in amerikanischen Lagern in Bayern interniert gewesen sein“.

### Nach 1945
Durch seine Internierung in Bayern konnte sich Overhoff den sowjetischen Besatzungsbehörden entziehen, die   seinen Kollegen der Jahre 1936/7 Ludwig Ehrsam, Leitender Lagerarzt im Krankenrevier im KZ Sachsenhausen, zum Tode oder den Standort-Arzt Heinz Baumkötter im Sachsenhausen-Prozess zu einer langen Zuchthausstrafe verurteilt hatten.
Nach der Entlassung aus der Internierung versuchte er vergeblich, in Bayern eine Zulassung als Kassenarzt zu erhalten. Das gelang ihm ab 1947 in Blender, wo durch den Zuzug von Flüchtlingen und Vertriebenen sowie der ländlichen Lage Bedarf an Ärzten herrschte und Kassenzulassungen erhältlich waren. Overhoff war dort als Arzt und Geburtshelfer tätig.
Nach seinem Austritt aus der Kirche zur NS-Zeit bezeichnete er sich gegenüber den Meldebehörden nun als Mitglied der evangelischen Kirche, für die er sich später in Bremen ehrenamtlich engagierte.

### Familie
Overhoff heiratete in erster Ehe am 29. Juni 1938. Seine damalige Frau, Lisa Margarete Helm (1915 bis 1945), war Krankenschwester im Kreiskrankenhaus Oranienburg. Bei Kriegsende wurde sie von sowjetischen Soldaten missbraucht und beging daraufhin Suizid. Das Paar hatte zwei Kinder, einen Sohn, der kurz nach der Geburt starb, und die Tochter Elke (1939 bis 1980). Am 16. April 1948 heiratete er in zweiter Ehe in Braunschweig die Ärztin Gerda Wilhelmine Mengering (1919 bis 2007). Sie führte die Praxis in Blender, die sie 1956 schloss, weitgehend alleine, nachdem Overhoff eine Facharztausbildung zum Augenarzt begonnen hatte. Im Juli 1955 zog Overhoff nach Bremen. Dort war er am Klinikum Bremen-Mitte an der Augenklinik zunächst als Stationsarzt, dann ab 1957 als Oberarzt tätig, bevor er sich ab dem 1. Januar 1959 als Augenarzt mit eigener Praxis niederließ und diese bis zum 31. März 1981 führte.
Die Familie lebte mit den Kindern Theodor Friedrich, Ulrike und Arend ebenfalls in Bremen.

## Schriften
- John Douglas Chirurg und Lithotomist : ein Beitrag zur Geschichte der Steinoperation, Oberreuter, Zeulenroda/Thüringen 1937, 63 S., Hochschulschrift: Leipzig, Univ., Diss. 1937.